# Paratamboicus iguassuensis
Paratamboicus iguassuensis is een hooiwagen uit de familie Sclerosomatidae.